# نیکول پاول
نیکول پاول (انگلیسی: Nicole Powell؛ زادهٔ ۲۲ ژوئن ۱۹۸۲) بازیکن بسکتبال اهل ایالات متحده آمریکا است.
وی در مسابقات کشوری و بین‌المللی در مجموع برندهٔ ۱ مدال طلا، ۱ مدال نقره، ۱ مدال برنز شده‌است.